# Ульрік Енеме Елла
Ульрік Брад Енеме Елла (фр. Ulrick Brad Eneme Ella, нар. 22 травня 2001, Санс, Франція) — габонський футболіст, нападник французького клубу «Анже» та національної збірної Габону.

## Ігрова кар'єра

### Клубна
Ульрік Енеме Елла починав займатися футболом у своєму рідному містечку Санс у Франції. Після чого пройшов футбольні школи французького клубу «Осер» та австрійського «Ред Булл». Повернувся до Франції, де підписав контракт з клубом «Ам'єн». Але не зміг пробитися в основу, виступаючи лише за дублюючий склад.
Влітку 2020 року футболіст перейшов до англійського «Брайтон енд Гоув Альбіон». Там нападник грав у молодіжній команді. За основу не провів жодного матчу в чемпіонаті і влітку 2022 року повернувся до Франції. Де уклав трирічну угоду з клубом Ліги 1 «Анже».

### Збірна
На міжнародній арені Ульрік Елла почав виступати за юнацькі збірні Франції. Але згодом він прийняв запрошення від національної федерації Габону і в листопаді 2021 року у матчі кваліфікації до чемпіонату світу 2022 року проти Єгипту Ульрік Елла дебютував у національній збірній Габону.